# Vallée de Colesdalen
Colesdalen est une vallée norvégienne située dans le Svalbard. Ses divers embranchements lui confèrent une longueur d'une quinzaine de kilomètres.

## Géographie
Localisée sur les rives sud de l'Isfjorden, la vallée de Colesdalen draine la Coleselva et ses multiples affluents. Cette vallée est le résultat de la confluence de plusieurs sous-vallées : Fardalen, Bodalen, Ringdalen, Medalenet, Trodalen et Laildalen. Elle débouche dans l'Isfjorden, dont la baie de Colesbukta en est l'extension immergée. L'interface entre ces deux espaces est un estuaire, bordé de petites plages et de zones de toundra humide.

## Historique
Cette vallée est un point de passage obligé entre Barentsburg et les anciennes installations minières de Grumantbyen et Colesbukta. La Coleselva qui se divise en plusieurs bras est un obstacle majeur pour les communications sur cet axe. Une ligne téléphonique existait pendant la période soviétique. Cette rivières est également un passage difficile pour la randonnée liant Longyearbyen à Barentsburg.